# アンティグア・バーブーダの国旗
アンティグア・バーブーダの国旗は、1966年にレジナルド・サミュエルによって描かれ、1967年2月27日に採用された。
黄金の太陽は新時代の始まりを、赤は奴隷であった先祖の活力と国民の力強さを、青は希望を、黒は農場とアフリカ人の遺産を象徴する。また、金、青、白はアンティグア・バーブーダの観光地である太陽と海と砂浜を表している。国旗を仕切るV字は「ヴィクトリー・アト・ラスト」の頭文字を取ったものである。

?沿岸警備隊旗（事実上の軍艦旗）
?イギリス領時のアンティグア・バーブーダの旗（1956年-1967年）
?イギリス領時のアンティグア・バーブーダ総督の旗（1956年-1981年）